# Bertus Heij
Aalbertus Henri (Bertus, ook wel Bart) Heij (Utrecht, 20 april 1915 – Den Haag, 30 september 1991) was een Nederlands verzetsstrijder tijdens de Tweede Wereldoorlog. Hij was lid van de verzetsgroep Oranje Vrijbuiters.

## Biografie
Bertus Heij werd geboren in de Obrechtstraat in Utrecht, als zoon van Dirk Johan Heij en Theodora Antoinetta Boer. Zijn vader was incasseerder van beroep. Het was een groot gezin, zijn broer Leo werd in 1914 geboren, zijn broer Kees in 1919, en verder waren er nog vijf zusjes. 

### Tweede Wereldoorlog
Heij werd in het begin van de oorlog gearresteerd en naar Berlijn vervoerd. Daar zat hij in een cel met Ton Hegge. Ze slaagden erin te ontsnappen en naar Nederland terug te keren, waar zij zich bij de Oranje Vrijbuiters aansloten.
Heij werd op 17 december 1943 weer gearresteerd, ditmaal samen met zijn twee broers Leo en Kees en Pieter Verhage. Ze waren in de val gelokt door Joop de Heus. In het Oranjehotel werden de broers enkele keren door hun moeder bezocht. 
Op 28 februari werd het doodvonnis over hen uitgesproken. Samen met de andere Vrijbuiters werden ze gedwongen op 29 februari de Van Alkemadelaan over te steken om gefusilleerd te worden op de Waalsdorpervlakte. Heij kreeg, nadat hij het schouwspel had moeten aanzien, staande aan de rand van het massagraf, gratie omdat hij op dezelfde dag jarig was als Hitler. Zijn straf werd omgezet in twintig jaar tuchthuisstraf.
De enige andere Vrijbuiter die gratie kreeg was Jan van der Voort. Samen werden ze, via Kamp Vught, naar Dachau overgeplaatst. Later zagen ze elkaar weer toen hun kameraden herbegraven werden.

### Na de oorlog
In 1946 werden de gefusilleerde Oranje Vrijbuiters herbegraven op begraafplaats Tolsteeg in Utrecht. De plechtigheid was georganiseerd door Frits Meulenkamp en Bertus Heij.
Na de oorlog werd er een proces tegen verrader Joop de Heus gevoerd. Deze schrok erg toen Heij als getuige werd opgeroepen, want hij had altijd gedacht dat alle broers gefusilleerd waren.

## Onderscheiding
- Verzetsherdenkingskruis[6]